# Szczerzec II
Szczerzec II (ukr. Щирець II, ros. Щирец II) – stacja kolejowa w miejscowości Szczerzec, w rejonie lwowskim, w obwodzie lwowskim, na Ukrainie.
Stacja powstała w czasach Austro-Węgier na linii Kolei Arcyksięcia Albrechta.